# Pseudalypia geronimo
Pseudalypia geronimo là một loài bướm đêm trong họ Noctuidae.